# Аталија (Охајо)
Аталија (енгл. Athalia) град је у америчкој савезној држави Охајо.

## Демографија
По попису из 2010. године број становника је 373, што је 45 (13,7%) становника више него 2000. године.
| Група             | 2000.       | 2010.       |
| Белци             | 322 (98,2%) | 358 (96,0%) |
| Афроамериканци    | 2 (0,6%)    | 3 (0,8%)    |
| Азијати           | 1 (0,3%)    | 1 (0,3%)    |
| Хиспаноамериканци | 1 (0,3%)    | 8 (2,1%)    |
| Укупно            | 328         | 373         |